# ルバコ
ルバコ（rewaco Spezialfahrzeuge GmbH.）は、ドイツノルトライン＝ヴェストファーレン州オーバーベルギッシャー郡リンドラーにあるトライクメーカーである。日本では株式会社谷口トレーディングが輸入総代理店となって正規ディーラーを経て販売されている。

## 沿革
- 1990年11月26日 - ノルトライン＝ヴェストファーレン州オフェラートウンターエシュバッハで創立
- 1991年1月 - 初となるトライク「HS1」を発表
- 1992年 - HS1ファミリーを製作
- 1993年 - HS2を販売
- 1994年 - HS3ハイウェイを生産
- 1995年 - HSシリーズを障害者向けに改造する
- 1996年 - HS4を開発する
- 1997年 - HS1シリーズを設定を基にHS5シリーズ製作

## 製品
- HS1クラシック/ファミリー
- HS2フリースタイル
- HS3ハイウェイ
- HS4チョッパー
- HS5ファミリー
- HS6Vツイン
- FX4
- FX5

### トライク
- RF1 ST-2
- RF1 ST-3
- RF1 GT
- RF1 LT-2
- RF1 LT-3
- FX6

### バイクコンバージョン
- CT800S
- CT1500S
- CT1800S
- CT2300T